# András Wanié
András Wanié (Seghedino, 23 aprile 1911 – Sacramento, 12 novembre 1976) è stato un nuotatore ungherese.
Specializzato nello stile libero ha vinto la medaglia di bronzo nella staffetta 4x200 m sl alle Olimpiadi di Los Angeles 1932, dopo essere arrivato quarto nella precedente edizione di Amsterdam 1928.

## Palmarès
- Olimpiadi
  - Los Angeles 1932: bronzo nella staffetta 4x200 m sl.

- Europei di nuoto
  - 1926 - Budapest: argento nella staffetta 4x200 m sl.
  - 1927 - Bologna: bronzo nella staffetta 4x200 m sl.
  - 1931 - Parigi: oro nella staffetta 4x200 m sl.